# Östra Homnatjärnen
Östra Homnatjärnen är en sjö i Ovanåkers kommun i Hälsingland och ingår i Ljusnans huvudavrinningsområde. Sjön har en area på 0,0841 kvadratkilometer och ligger 181,3 meter över havet.

## Delavrinningsområde
Östra Homnatjärnen ingår i det delavrinningsområde (680187-149431) som SMHI kallar för Utloppet av Östra Hommatjärnen. Medelhöjden är 239 meter över havet och ytan är 2,86 kvadratkilometer. Det finns inga avrinningsområden uppströms utan avrinningsområdet är högsta punkten. Vattendraget som avvattnar avrinningsområdet har biflödesordning 3, vilket innebär att vattnet flödar genom totalt 3 vattendrag innan det når havet efter 106 kilometer. Avrinningsområdet består mestadels av skog (90 procent). Avrinningsområdet har 0,08 kvadratkilometer vattenytor vilket ger det en sjöprocent på 2,9 procent.